# Just Another Band from L.A.
Just Another Band from L.A. è un album registrato dal vivo di The Mothers of Invention, gruppo guidato da  Frank Zappa, pubblicato il 26 marzo 1972.

## Il disco
Si tratta di un altro live pubblicato durante il periodo di collaborazione con Flo & Eddie; esso contiene una prima versione della mini-opera Billy the Mountain. Un'altra versione della stessa canzone venne pubblicata su Playground Psychotics (1992).

## Tracce
1. Billy the Mountain - 24:47 - (Zappa)
2. Call Any Vegetable - 7:22 - (Zappa)
3. Eddie, Are You Kidding? - 3:10 - (Kaylan, Seiler, Volman, Zappa)
4. Magdalena - 6:24 - (Kaylan, Zappa)
5. Dog Breath - 3:39 - (Zappa)

## Formazione
- Frank Zappa - chitarra, voce
- Mark Volman - voce
- Howard Kaylan - voce
- Ian Underwood - legni, sintetizzatore, voce
- Aynsley Dunbar - batteria
- Don Preston - sintetizzatore
- Jim Pons - basso, voce